# Lordomyrma crawleyi
Lordomyrma crawleyi é uma espécie de formiga do gênero Lordomyrma, pertencente à subfamília Myrmicinae.